# Отаки (Нагано)
Отаки (яп. 王滝村 О:таки-мура) — село в Японии, находящееся в уезде Кисо префектуры Нагано. Площадь села составляет 310,86 км², население — 881 человек (1 августа 2014), плотность населения — 2,83 чел./км².

## Географическое положение
Село расположено на острове Хонсю в префектуре Нагано региона Тюбу. С ним граничат города Геро, Накацугава, посёлки Агемацу, Кисо и село Окува.

## Население
Население села составляет 881 человек (1 августа 2014), а плотность — 2,83 чел./км². Изменение численности населения с 1980 по 2005 годы:
| 1980 | 1768 чел. |  |
| 1985 | 1708 чел. |  |
| 1990 | 1239 чел. |  |
| 1995 | 1232 чел. |  |
| 2000 | 1205 чел. |  |
| 2005 | 1097 чел. |  |

## Символика
Деревом села считается Chamaecyparis obtusa, цветком — Hymenanthes.